# سانت‌آجاتا دی میلیتلو
سانت‌آجاتا دی میلیتلو (به ایتالیایی: Sant'Agata di Militello) یک شهرستان در ایتالیا است که در استان مسینا واقع شده‌است. سانت‌آجاتا دی میلیتلو ۳۳٫۵ کیلومتر مربع مساحت و ۱۳٬۰۰۶ نفر جمعیت دارد.